# 利斯 (愛丁堡)
利斯（/ˈliːθ/ LEETH-')）是蘇格蘭愛丁堡北部的一個地區，1920年併入愛丁堡市之前是一個自治市，處在利斯河口。歷史上利斯長期作為作為愛丁堡的港口存在。
利斯這一地名首次出現於荷里路德修道院的予建特許狀中， 1329年被官方確認為愛丁堡的港口，當時羅伯特一世控制著蘇格蘭。現在依然是繁忙的港口，2003年年吞吐貨物150萬噸。

## 經濟
二戰後此地充滿了貧民窟，這一情況在1980年代之後才開始漸漸得到改善。2004年開始福斯港公司（Forth Ports Limited）對利斯港進行了改造。